# Number Three
Number Three è un singolo del gruppo musicale statunitense My Chemical Romance, pubblicato il 18 dicembre 2012. È il terzo di una serie di cinque doppi lati A contenenti demo registrate dalla band nel periodo di produzione del quarto album Danger Days: The True Lives of the Fabulous Killjoys nel 2009, ma poi scartate.

## Tracce
1. The World Is Ugly – 4:54
2. The Light Behind Your Eyes – 5:12

## Formazione
- Gerard Way – voce
- Ray Toro – chitarra solista, cori
- Frank Iero – chitarra ritmica, cori
- Mikey Way – basso
- Bob Bryar – batteria, percussioni

## Classifiche
| Classifica (2012)          | Posizione massima |
| -------------------------- | ----------------- |
| Regno Unito                | 113               |
| Regno Unito (rock & metal) | 1                 |
| Stati Uniti (rock digital) | 31                |